# 戈爾達赫河 (博登湖)
47°29′23″N 9°28′40″E / 47.48973°N 9.47778°E

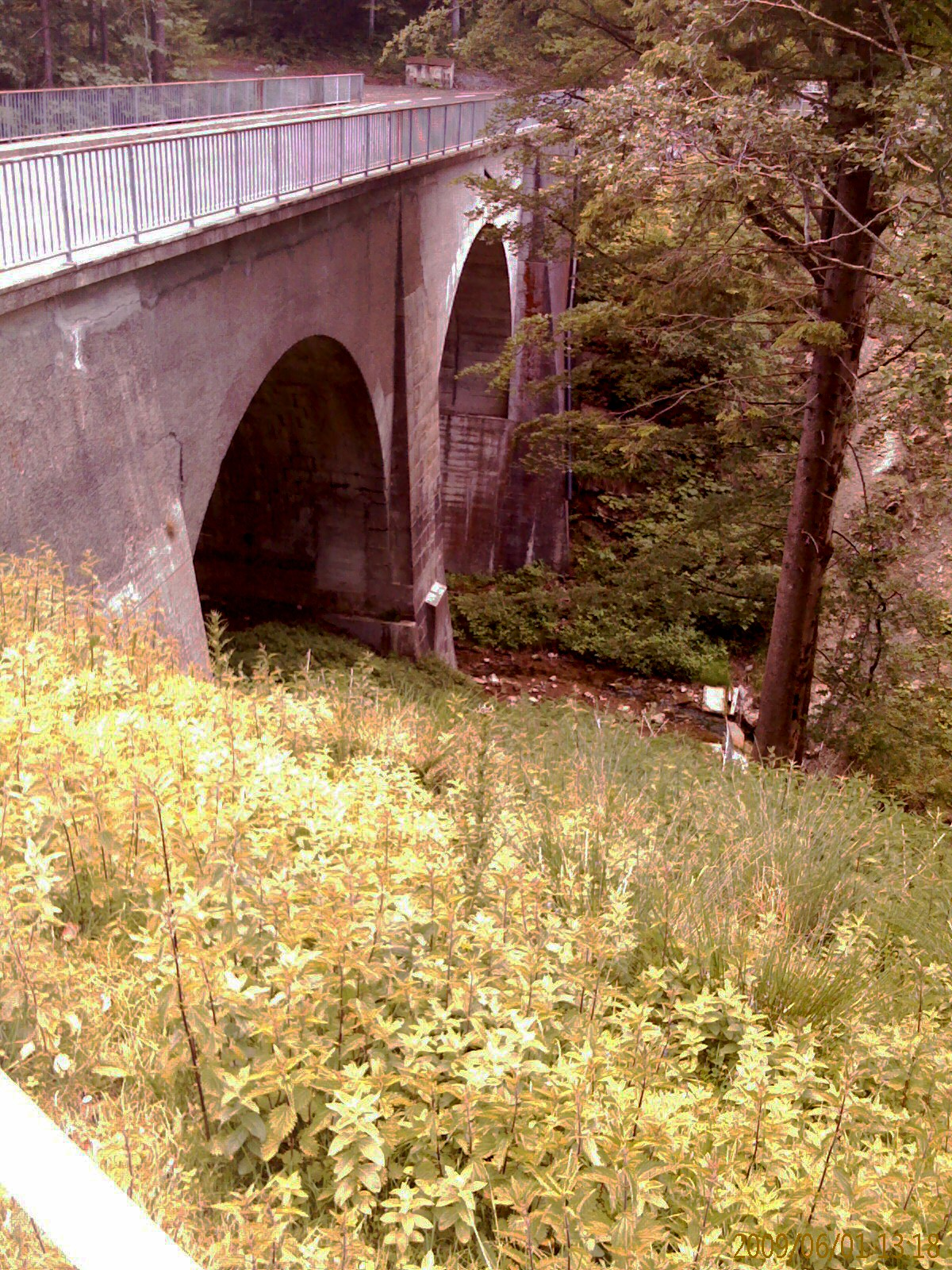

戈爾達赫河是瑞士的河流，位於該國東北部，流經外羅得阿彭策爾州和聖加侖州，屬於萊茵河的支流，河道全長18.5公里，流域面積50.4平方公里，最終在戈達赫附近注入博登湖。